# Da Ya Think I'm Sexy?
Da Ya Think I'm Sexy? är en låt skriven av Rod Stewart, Carmine Appice och Duane Hitchings. Den finns med som första spår på Stewarts studioalbum Blondes Have More Fun som utgavs 1979. Den utgavs som singel några månader tidigare och blev Stewarts femte singeletta i Storbritannien. Likaså blev den etta i USA och en stor hit i flera europeiska länder. Låtens ljudbild är tydligt influerad av discomusik, vilket vållade Stewart en del kritik då han ansågs gå för långt från sina blues- och rockrötter. Mot slutet av 1970-talet prövade dock flera andra rockartister som The Rolling Stones och Pink Floyd att spela in discolåtar. Stewart erkände också att han lånat partier ur låten från den brasilianske låtskrivaren Jorge Bens komposition "Taj Mahal". Efter en överenskommelse kom intäkterna från låten att tillfalla UNICEF.
Låten blev 2004 listad av magasinet Rolling Stone som nummer 308 i listan The 500 Greatest Songs of All Time.
Den brittiska musikgruppen N-Trance gjorde en techno/rap-cover på låten 1997.

## Listplaceringar
| Lista (1978-1979) | Position                       |
| ----------------- | ------------------------------ |
| Australien        | 1 (Kent Music Report)          |
| Finland           | 4                              |
| Frankrike         | 2                              |
| Irland            | 5                              |
| Japan             | 12 (Oricon)                    |
| Kanada            | 1 (RPM)                        |
| Nederländerna     | 6                              |
| Norge             | 2 (VG-lista)                   |
| Nya Zeeland       | 2                              |
| Schweiz           | 8                              |
| Spanien           | 1                              |
| Storbritannien    | 1 (UK Singles Chart)           |
| Sverige           | "Veckans Smash Hit" i Poporama |
| Sverige           | 11 (Topplistan)                |
| USA               | 1 (Billboard Hot 100)          |
| Västtyskland      | 9                              |
| Österrike         | 8                              |